# Ramol
Ramol là một thành phố và khu đô thị của quận Ahmadabad thuộc bang Gujarat, Ấn Độ.

## Nhân khẩu
Theo điều tra dân số năm 2001 của Ấn Độ, Ramol có dân số 27.539 người. Phái nam chiếm 55% tổng số dân và phái nữ chiếm 45%. Ramol có tỷ lệ 65% biết đọc biết viết, cao hơn tỷ lệ trung bình toàn quốc là 59,5%: tỷ lệ cho phái nam là 71%, và tỷ lệ cho phái nữ là 57%. Tại Ramol, 15% dân số nhỏ hơn 6 tuổi.